# Андрій І
Андрій І (справжнє прізвище Хорошев Андрій Федорович; нар. 29 червня 1959, Ольокмінськ) — радянський та російський актор, режисер, сценарист, телеведучий, голова комісії по іміджу та розвитку туризму Громадської палати Республіки Саха (Якутія).

## Фільмографія
Актор
- 2008 — «Адмірал»
- 2005 — «SOS: Врятуйте наші душі»

Режисер
- 2005 — «SOS: Врятуйте наші душі»